# Максвил (Канзас)
Максвил (енгл. Macksville) град је у америчкој савезној држави Канзас.

## Демографија
По попису из 2010. године број становника је 549, што је 35 (6,8%) становника више него 2000. године.
| Група             | 2000.       | 2010.       |
| Белци             | 375 (73,0%) | 354 (64,5%) |
| Афроамериканци    | 0 (0,0%)    | 0 (0,0%)    |
| Азијати           | 1 (0,2%)    | 2 (0,4%)    |
| Хиспаноамериканци | 121 (23,5%) | 185 (33,7%) |
| Укупно            | 514         | 549         |